# Ari Sulander
Ari Juhani Sulander (Helsinki, 6 gennaio 1969) è un allenatore di hockey su ghiaccio ed ex hockeista su ghiaccio finlandese naturalizzato svizzero.

## Carriera

### Club
Sulander giocò per undici stagioni con la maglia dello Jokerit di Helsinki, conquistando per quattro volte la SM-liiga (1992, 1994, 1996, 1997) e due Coppe dei campioni consecutive (1995 e 1996). Oltre ai quattro titoli vinti Sulander collezionò con lo Jokerit un secondo e un terzo posto in campionato.
Nel 1998 Sulander iniziò la propria avventura in Svizzera andando a difendere la porta dei ZSC Lions si Zurigo, ruolo che ricoprì per dodici stagioni fino al proprio ritiro nel 2012. Con i Lions Sulander conquistò altri quattro titoli nazionali di Lega Nazionale A, una Champions Hockey League e una Victoria Cup.
Verso la fine della carriera Sulander giocò alcuni incontri nel farm team dei Lions in Lega Nazionale B e nuovamente in patria con i Pelicans Lahti. Nel 2011 Sulander ottenne la cittadinanza svizzera.

### Nazionale
Ari Sulander venne convocato per 117 partite con la nazionale finlandese, disputandone 68. Prese parte a sette campionato mondiali, conquistando la medaglia d'oro nell'edizione di Svezia 1995, oltre a due argenti e un bronzo. Sulander giocò anche il torneo olimpico di Nagano 1998, nel quale conquistò la medaglia di bronzo.

## Palmarès

### Club
- Campionato finlandese: 4

Jokerit: 1991-92, 1993-94, 1995-96, 1996-97
- Campionato svizzero: 4

ZSC Lions: 1999-2000, 2000-01, 2007-08, 2011-12
- Coppa dei campioni: 2

Jokerit: 1994-95, 1995-96
- Champions Hockey League: 1

ZSC Lions: 2008-09
- Victoria Cup: 1

ZSC Lions: 2009

### Nazionale
- Campionato mondiale di hockey su ghiaccio: 1

Svezia 1995

### Individuale
- Miglior portiere del Campionato mondiale di hockey su ghiaccio: 1

Svizzera 1998